# Museo de Arte Joslyn
El Museo de Arte Joslyn (del inglés: Joslyn Art Museum) es un museo de arte, se encuentra ubicado en Omaha, Nebraska, fue inaugurado en 1931 a iniciativa de Sarah H. Joslyn en memoria de su marido el empresario George A. Joslyn, cuenta con excepcionales colecciones del siglo XIX y XX, como obras de Paolo Veronese, El Greco, Pierre-Auguste Renoir, William-Adolphe Bouguereau, Tiziano, entre otros.

## Historia

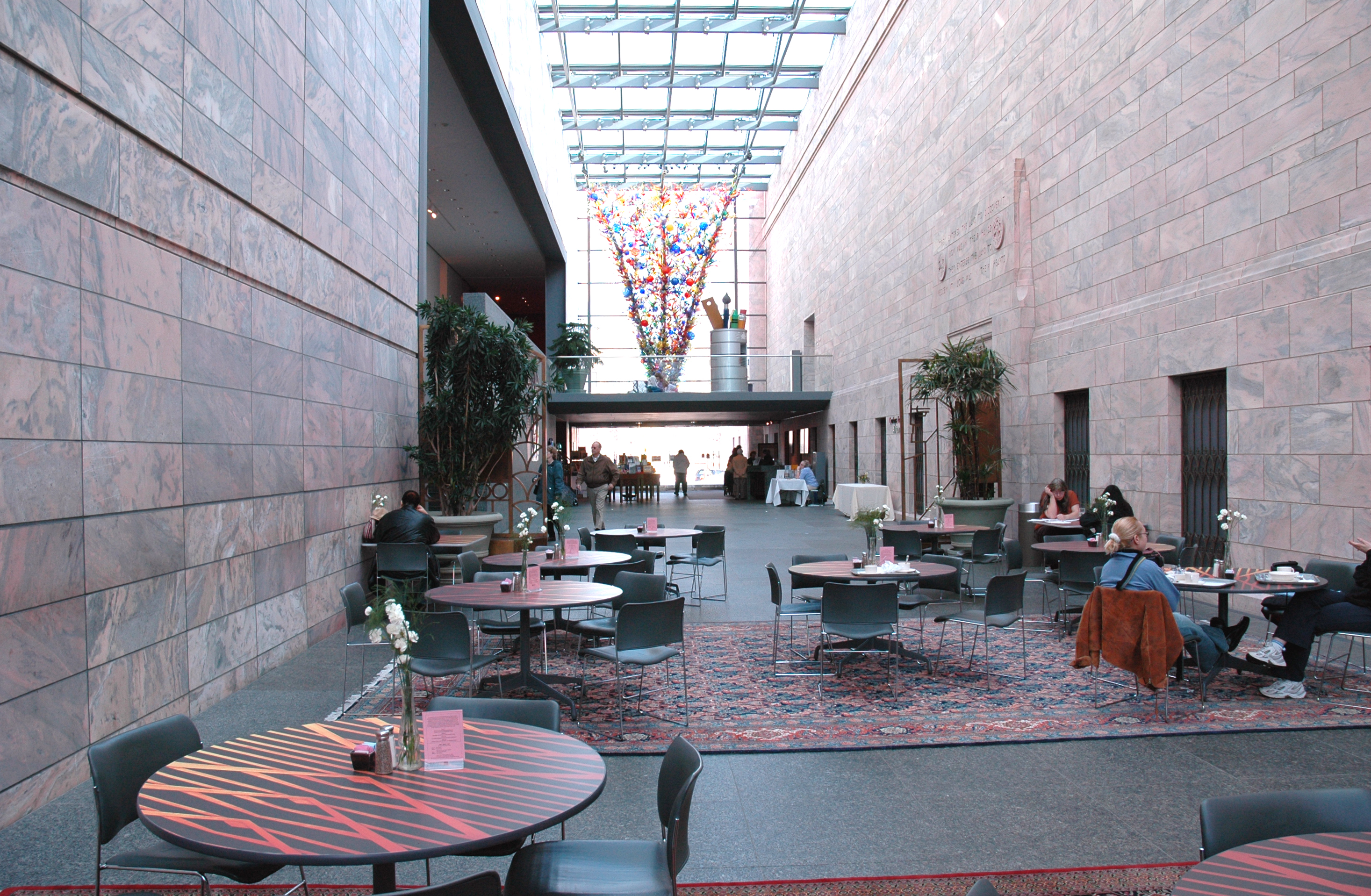
El atrio de cristal del museo (vista oeste) tiene una tienda de café y regalos. La obra de Dale Chihuly, Chihuly: Inside and Out, se ve al fondo.

En 1928, Kiewit, comenzó la construcción del museo. La apertura fue el 29 de noviembre de 1931, como un regalo para la gente de Omaha de Sarah H. Joslyn en memoria de su marido, George A. Joslyn. Ocupa un gran edificio de estilo art déco diseñado por John y Alan McDonald,  construido en mármol rosa de Georgia, con 38 mármoles diferentes de todo el mundo en el interior, cerca del centro de Omaha. Los paneles decorativos en el exterior fueron diseñados por el escultor Juan David Brcin y se refieren a los pueblos de las llanuras —los  originales nativos americanos— y los posteriores exploradores y colonos europeos. Las inscripciones talladas en el edificio fueron escritas por Hartley Burr Alexander. En 1994 se inauguró una ampliación  considerable, diseñada por Norman Foster.
En 2008, comenzó la construcción del Jardín de Esculturas Joslyn (Joslyn Sculpture Garden). Abrió sus puertas en el verano de 2009, a tiempo para el festival anual «Jazz on the Green». El jardín cuenta con obras de artistas locales y nacionales, así como un espejo de agua y una cascada. El jardín ahora es sede de «Jazz on the Green», que se celebra cada verano desde los últimos 25 años en julio y agosto. El festival tiene una duración de 8 semanas y cuenta con músicos de jazz locales, regionales y nacionales. El evento es gratuito y atrae a miles de espectadores que pueden acudir y sentarse y llevar una botella de vino y aperitivos para disfrutar. Desde 2010, Omaha Performing Arts se ha hecho cargo del evento y lo ha trasladado al parque en el Midtown Crossing at Turner Park  desarrollado mejor para acomodar al creciente evento.

## Imágenes

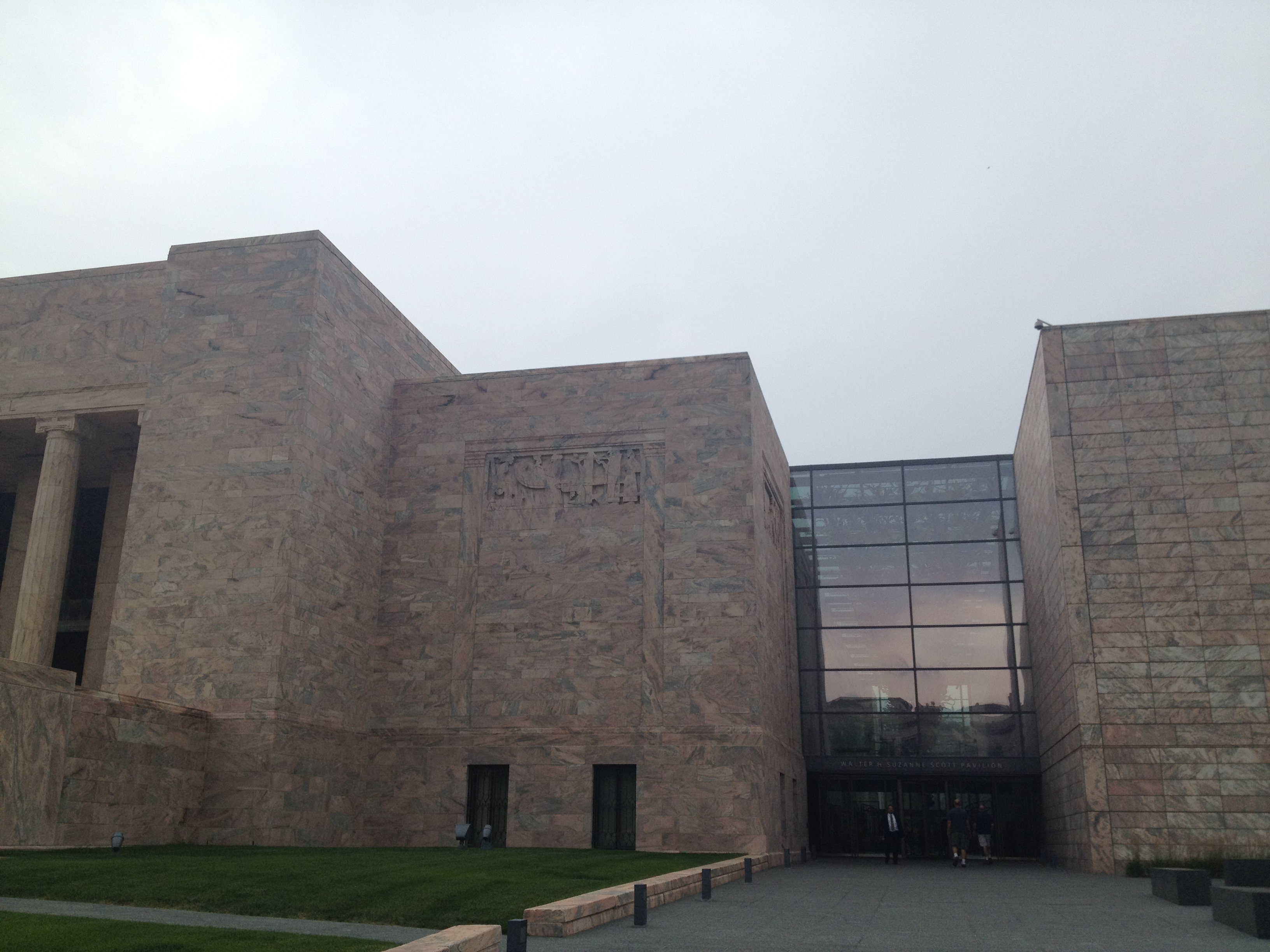
Pabellón Walter & Suzanne Scott
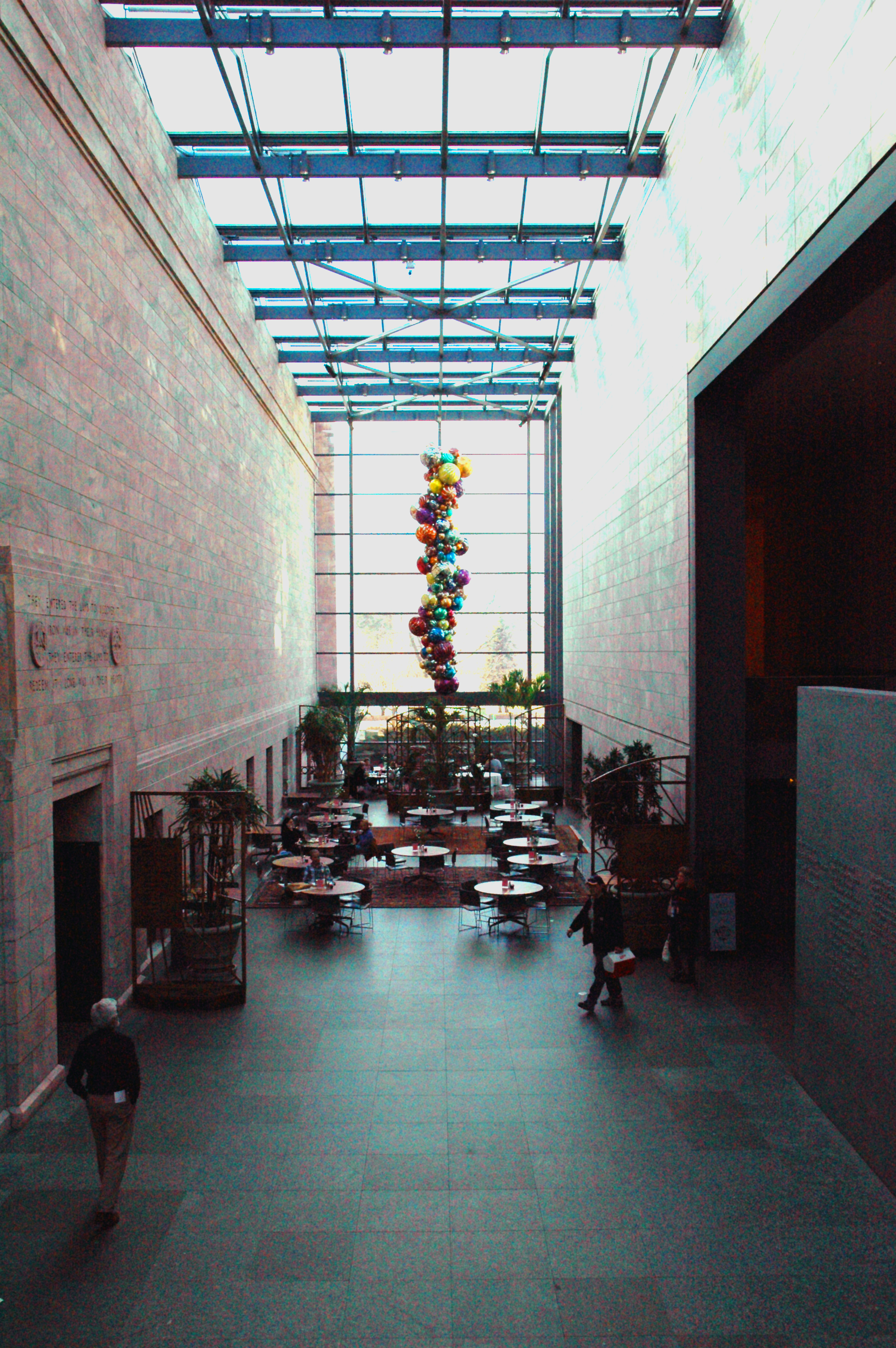
Atrio de museo
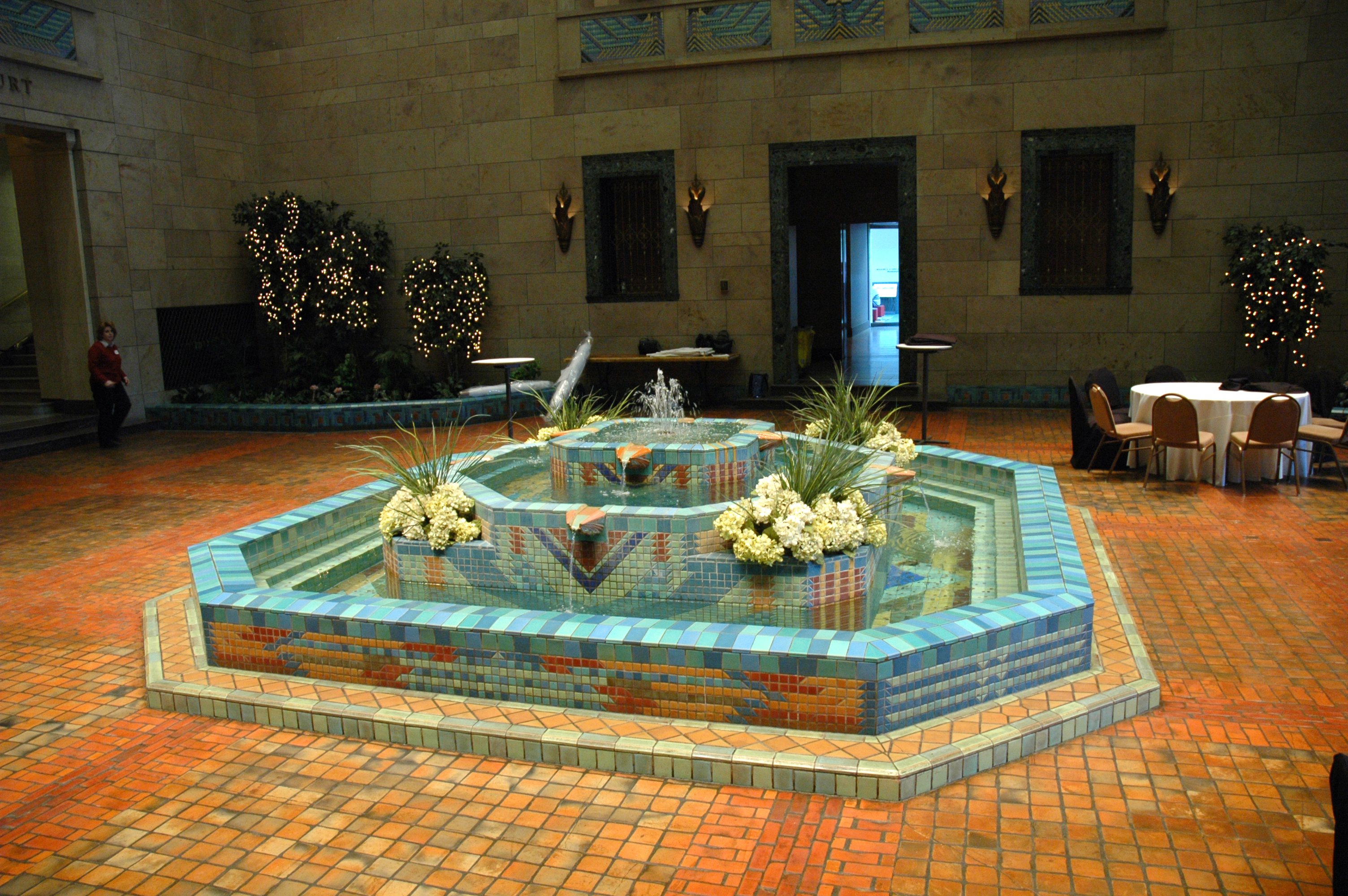
Fuente en el interior del museo
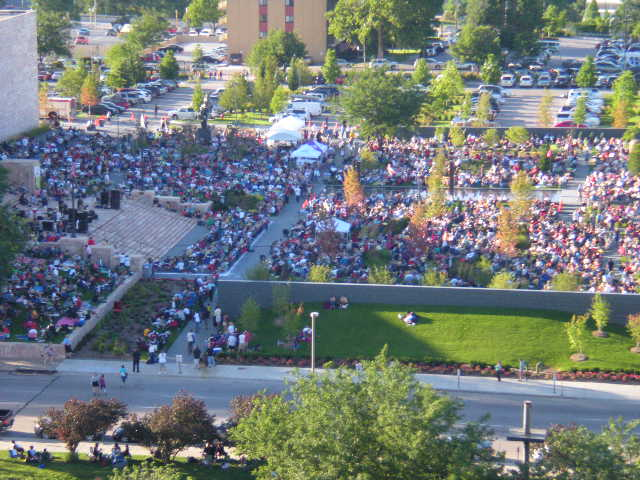
Festival «Jazz on the Green», verano 2009.